# 조영관
조영관(造營官) 또는 안찰관(按察官 라틴어: Aedilis)은 고대 로마의 관직이다.

## 기원
조영관은 원래 아벤티누스 언덕에 있는 케레스 신전의 관리인들이었는데, 케레스 신전은 장터이자 무역 전초지였을 뿐 아니라, 초기에 평민들의 정치 유세 중심지였다. 이들의 기능은 많아지고 종류도 다양해졌다. 이들은 평민들의 기금과 문서보관소의 관리인들이었고, 리비우스(책 3:55)에 따르면 기원전 449년부터는 원로원의 결의들을 관리했다. 훗날에는 경찰로서 활동했고, 시장터, 계량, 공공 사업, 음식과 물 공급, 공공 오락을 관장했다.

## 종류와 성격
- 평민 조영관(Aediles plebi): 인원 2명으로서 오직 서민층 (플레비)를 대표한다. 서민 신분을 가진 출마자는 언제나 서민층에 의해 선출된다
- 귀족 조영관(Aediles curulus): 인원 2명으로서 귀족까지도 포함한 국민 전체를 대표한다. 귀족 (Noblies)도 출마가 가능하며, 출마자는 구역 총회 (comitia tributa)에서 선출된다.[출처 필요]

## 임기와 권한
키케로의 저서에 따르면: De legibus 3.3.7  suntoque aediles curatores urbis, amronae, ludorumque sollemnium, ollisque ad honoris amplioris gradum is primus ascensus esto.
- 모든 조영관은 선출된 뒤 1년 동안 다음과 같은 권한을 가지고 활동한다.
  - 시의 일반 행정: 도로, 공중 목욕탕, 음료수 관리
  - 식량 공급: 로마 시민이 필요로 하는 식량을 지방에서 수입하고 곡식의 가격을 경매을 통해 정한다. 제정 시대에 접어들어 이 중요한 일은 황제 직속 관리가 맡아서 하게 된다.
  - 축제와 각종 경기 행사의 조직과 운영.
- 귀족 조영관은 경우에 따라서 재판권을 행사할 수 있다.

## 같이 보기
- 쿠르수스 호노룸